# Aurlandsfjorden

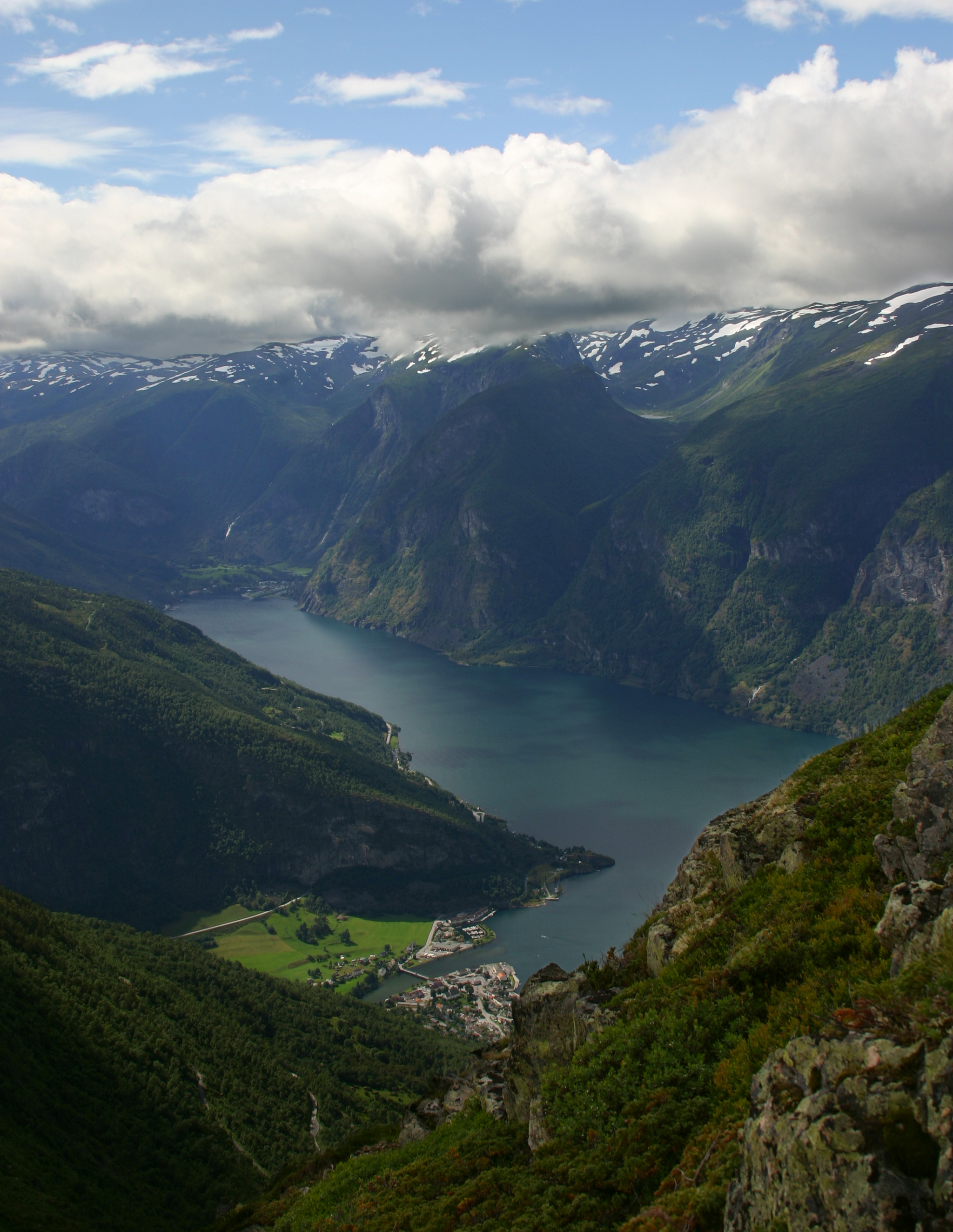
Aurlandsfjorden mot Flåm.

Aurlandsfjorden är Sognefjordens största sydliga förgrening.
Aurlandsfjorden går mot sydost, från sydväst från Aurlandfjord går Nærøyfjorden. I fjordens inre del mynnar Aurlandsälven.